# Kazuki Yoshinaga
Kazuki Yoshinaga est un patineur de vitesse sur piste courte japonais.

## Biographie
Yoshinaga se met au short-track en troisième année d'école primaire, après avoir vu une compétition dans la préfecture d'Aichi avec sa mère. Il considère le patineur Viktor Ahn comme son modèle.
Sa mère est Mika Kato, une patineuse de vitesse sur piste courte qui a gagné trois médailles d'argent en championnat du monde entre 1980 et 1983. Sa tante, Miyoshi Kato, représente le Japon aux épreuves de patinage de vitesse aux Jeux olympiques de 1980.

## Carrière
En 2017, il obtient une troisième place au classement général des Championnats du monde junior.
En 2018, pendant la première manche de la Coupe du monde de patinage de vitesse sur piste courte 2017-2018, il prend la médaille de bronze au relais du 5 000 mètres avec Keita Watanabe, Ryosuke Sakazume et Hiroki Yokoyama.